# Государственный музей Кёнджу
Государственный музей Кёнджу (Национальный музей Кёнджу) (кор. 국립경주박물관?, 國立慶州博物館?) — исторический музей в г. Кёнджу, Южная Корея.
Первоначально музей был создан в 1910 году как Общество Силла г. Кёнджу, в 1913 году общество изменило название на Общество защиты исторических мест Кёнджу, которое, в свою очередь, в 1945 году было переименовано в Филиал Государственного музея Кореи в г. Кёнджу. В 1975 году музей впервые официально открыл двери в качестве Государственного музея Кёнджу.
Поскольку г. Кёнджу являлся столицей государства Силла, в музее представлены экспонаты, так или иначе связанные с историей и культурой Силла.
Находится музей рядом с комплексом королевских могил, лесом Керим, обсерваторией Чхомсондэ, дворцом Панвольсон и прудом Анапчи.
Музей разделён на несколько секций в соответствии с классификацией выставленных в них экспонатов: Зал археологии, Зал искусства, Зал Анапчи и Зал специальных выставок. Также в музее есть секция для детей, посещение которой помогает им понять культуру Кореи и заинтересоваться в ней. Каждая секция представляет собой отдельное здание с отличающимся от соседних зданий дизайном.
В музее выставлено около трёх тысяч экспонатов, среди которых находятся 16 Национальных сокровищ Кореи, 3 из которых приписаны Государственному музею Кореи. Одно из них — Национальное сокровище № 29 — «Божественный колокол короля Сондока Великого» (кор. 성덕대왕신종?, 聖德大王神鍾?; годы правления: 702—737). Этот бронзовый колокол является самым большим из всех существующих в Южной Корее на сегодняшний день. Его также называют «Колокол Пондокса» (봉덕사종, 奉德寺鐘) или «Колокол Эмилле» (에밀레종), что буквально означает «плач ребёнка».
Колокол начали отливать в период правления 35-го короля Силла Кёндока (경덕, 景德; годы правления: 742—765) в память о его отце — короле Сондоке, однако отливка была завершена во время правления внука короля Сондока — 36-го короля Силла Хего́на (혜공, 惠恭; годы правления: 765—780).
Вес колокола — 19 тонн, высота — более 3 метров, диаметр — более 2 метров.
Также в музее находятся несколько королевских корон периода Силла, и выставлено большинство экспонатов, найденных во время раскопок на территории храма Хваннёнса и поднятых со дна Анапчи. Многие находки выставлены напоказ не в крытых помещениях музея, а под открытым небом — это обычная практика корейских исторических музеев.

## Галерея

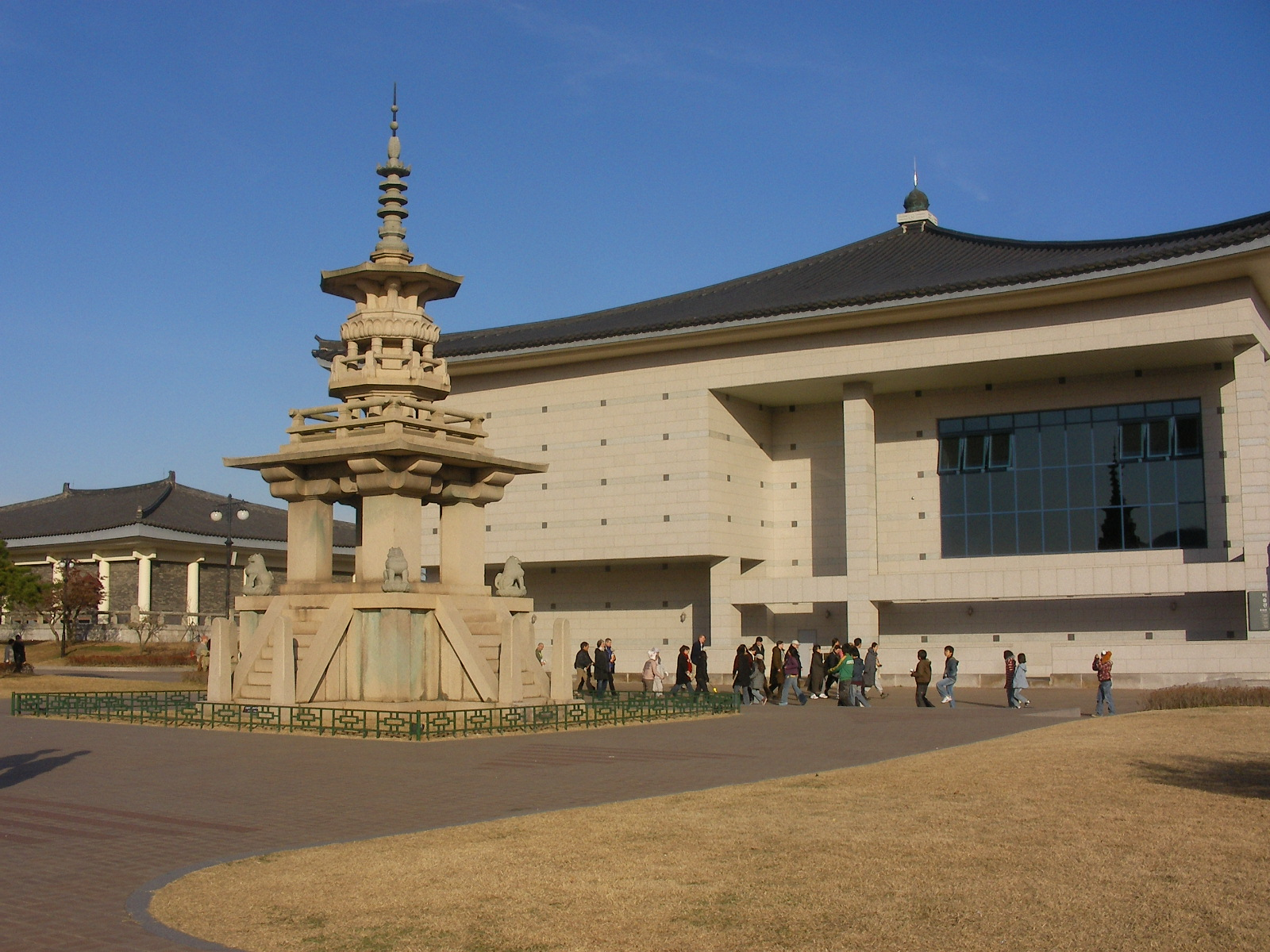
Государственный музей Кёнджу
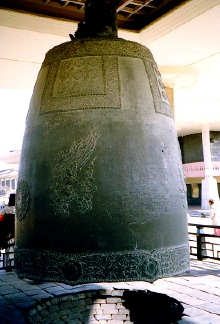
Божественный Колокол короля Сондока Великого
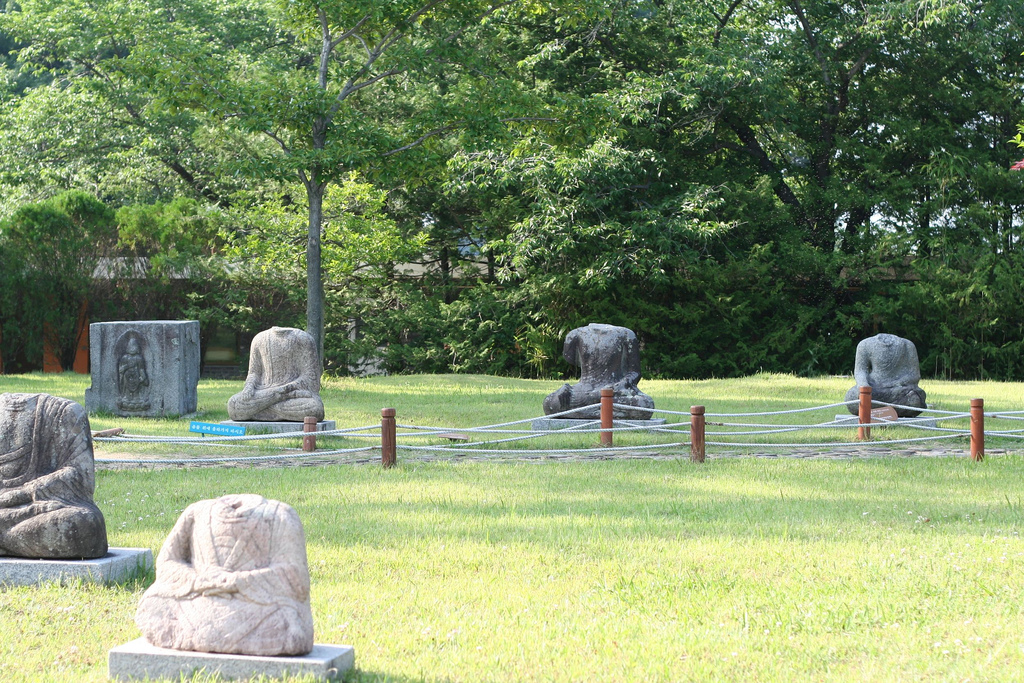
Буддийские статуи без голов
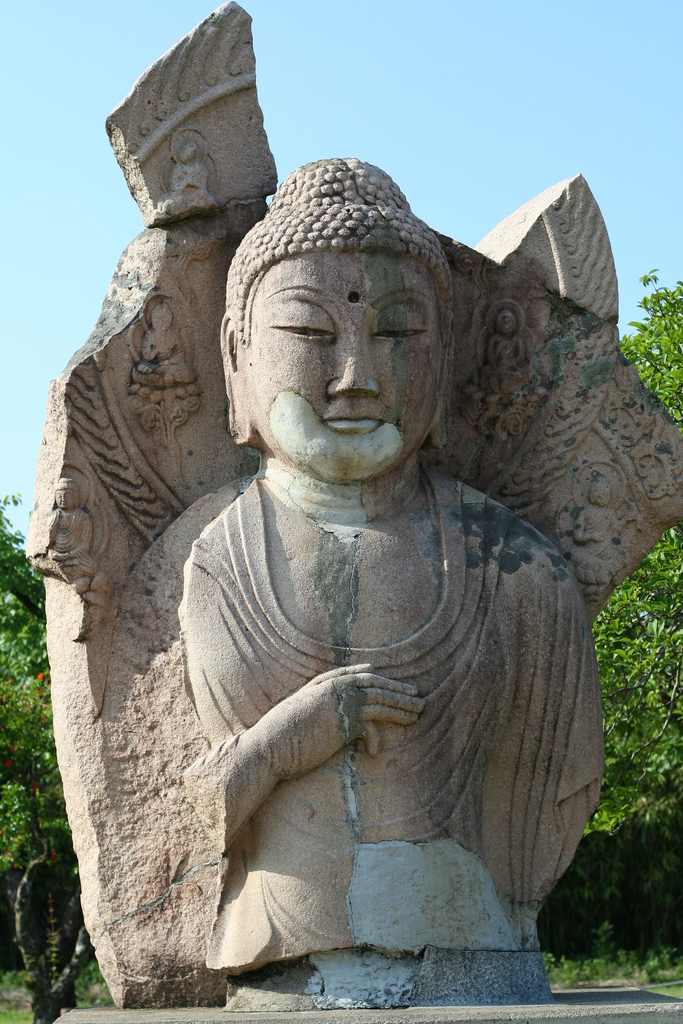
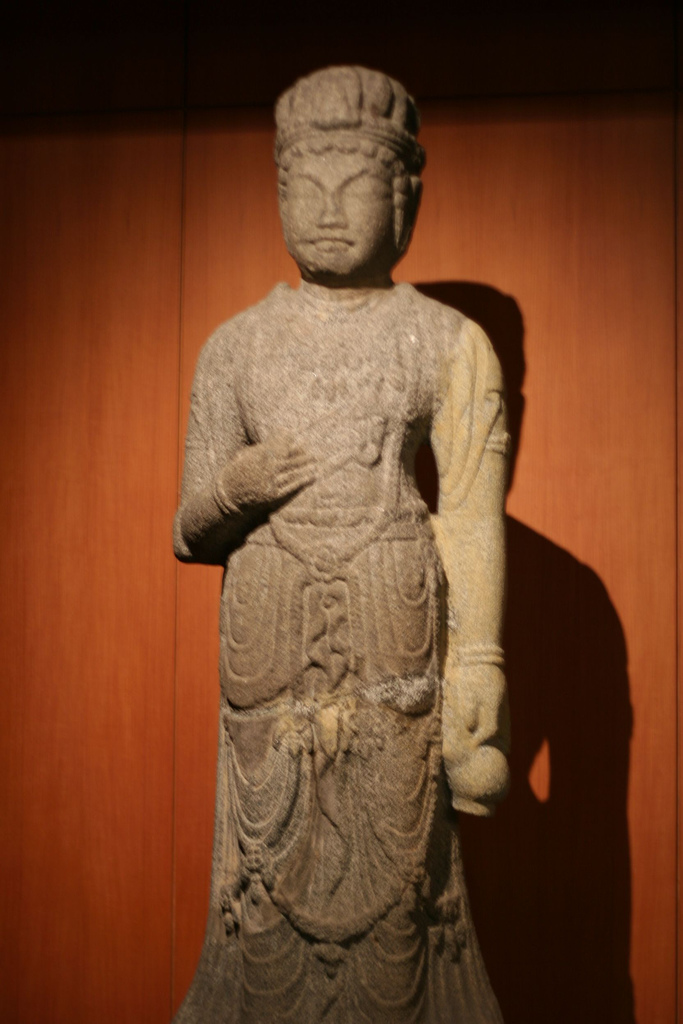
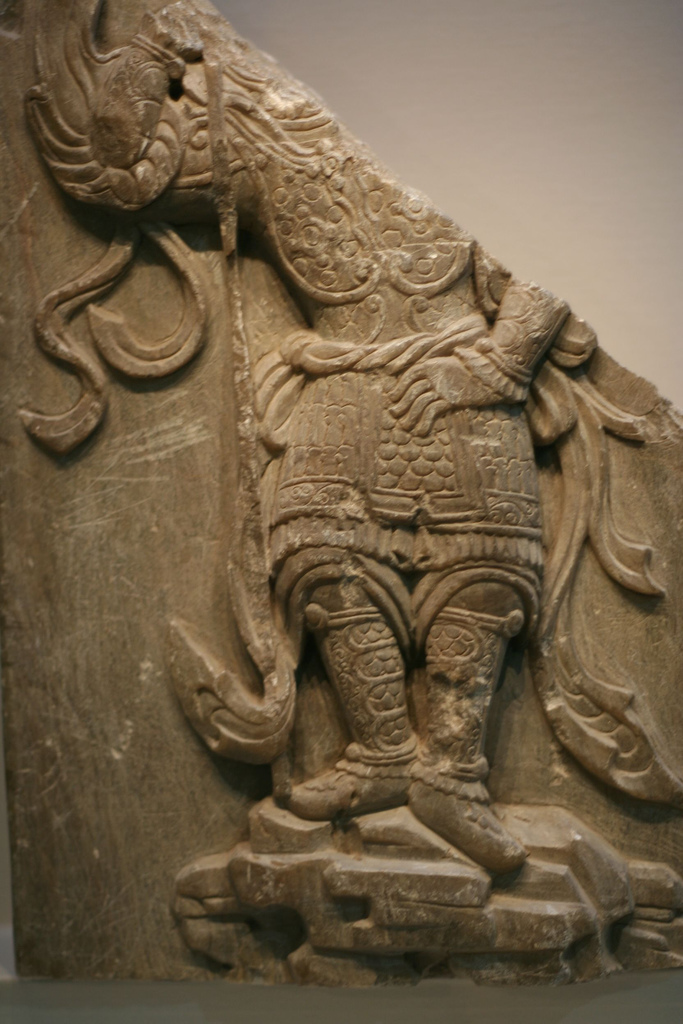
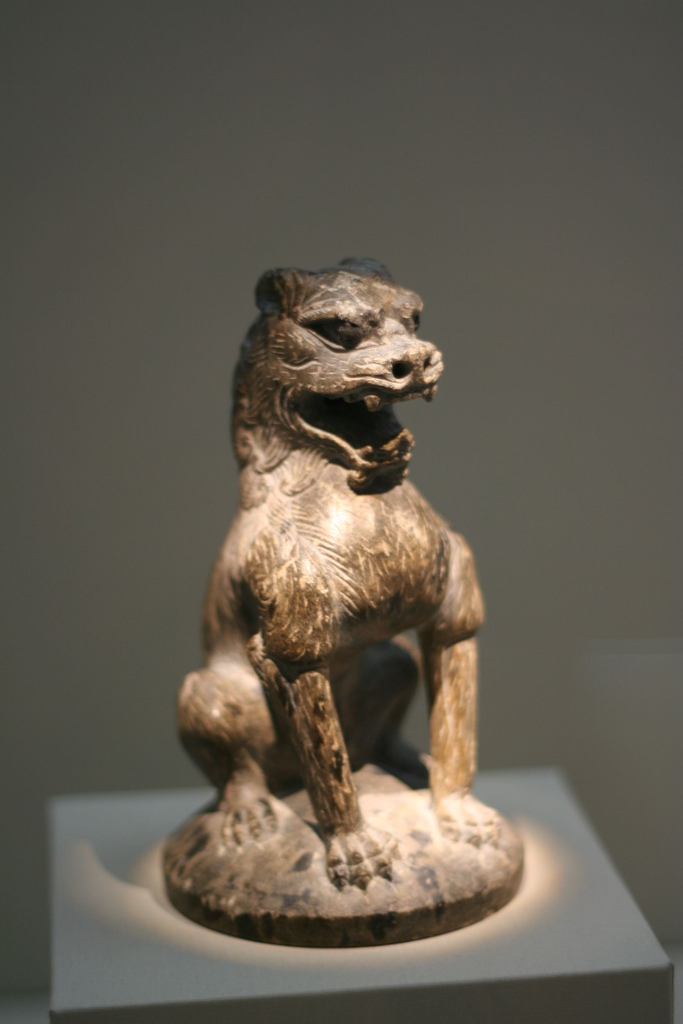
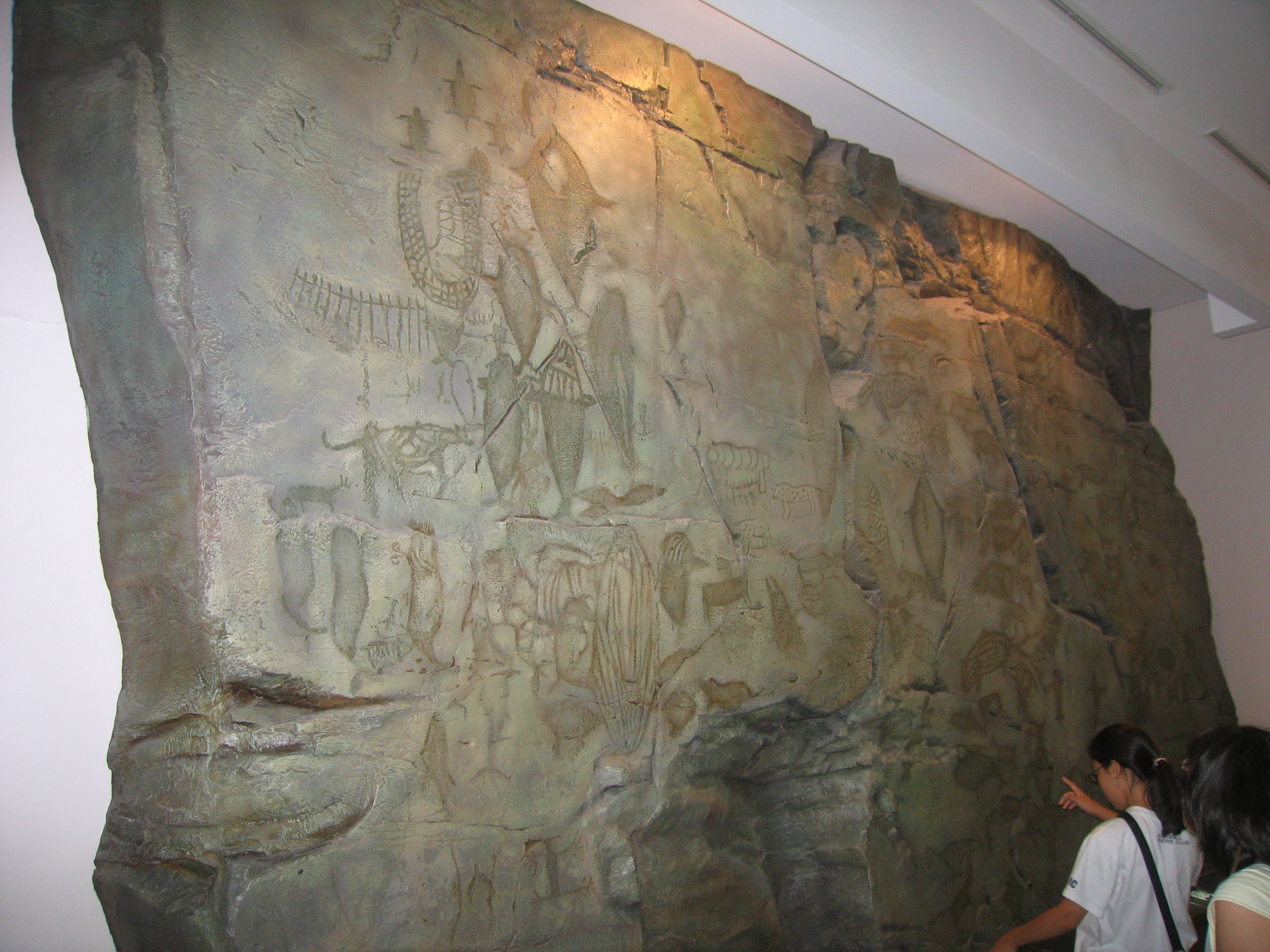
Петроглифы на куске скалы
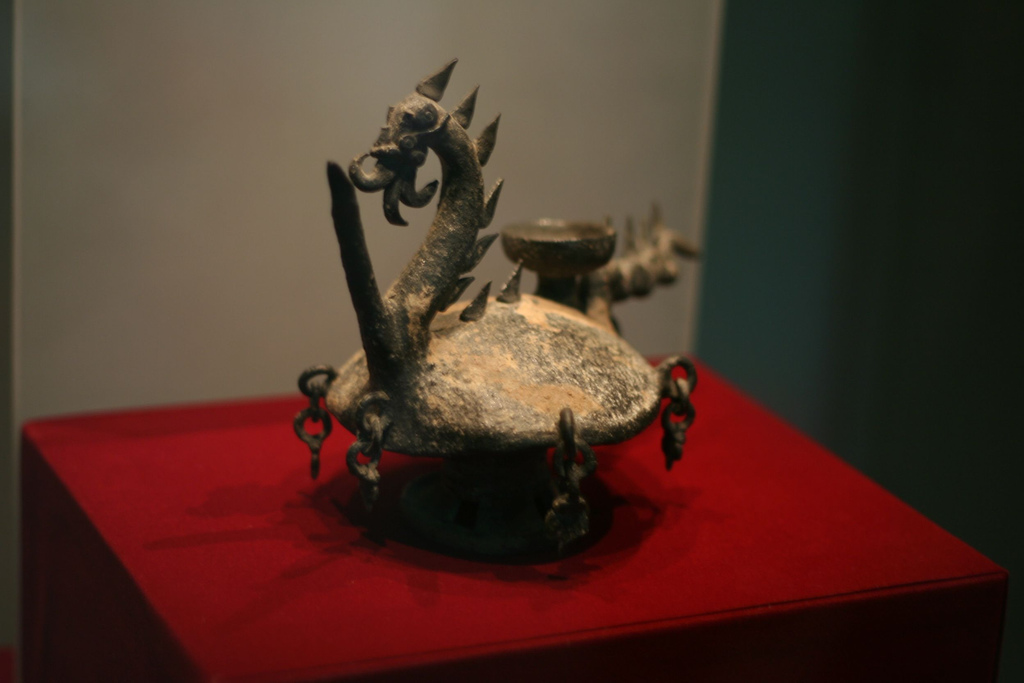
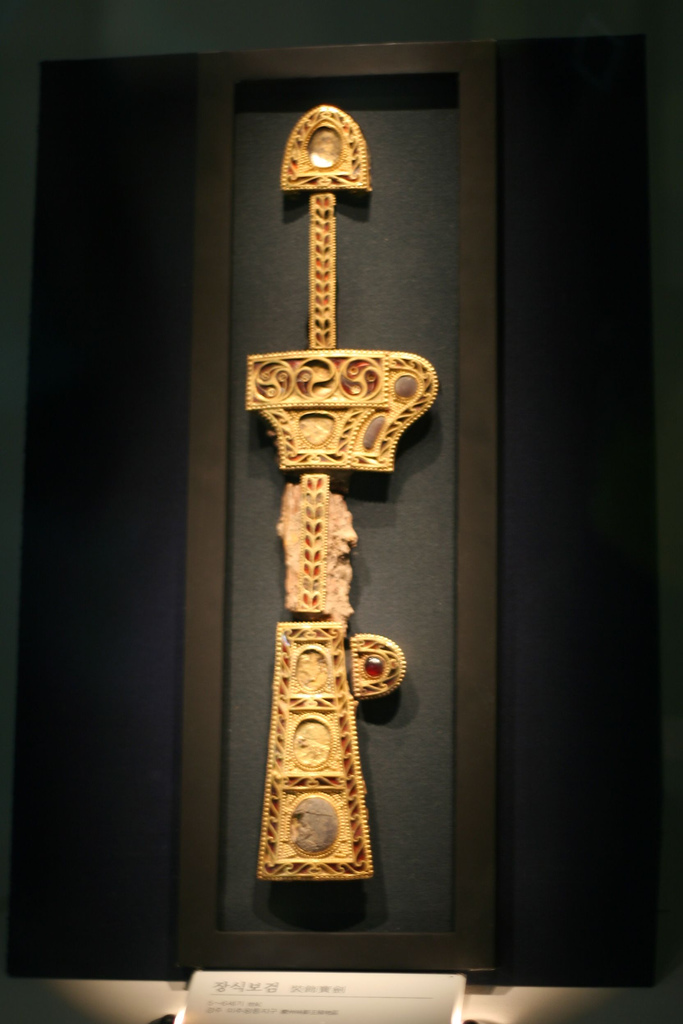
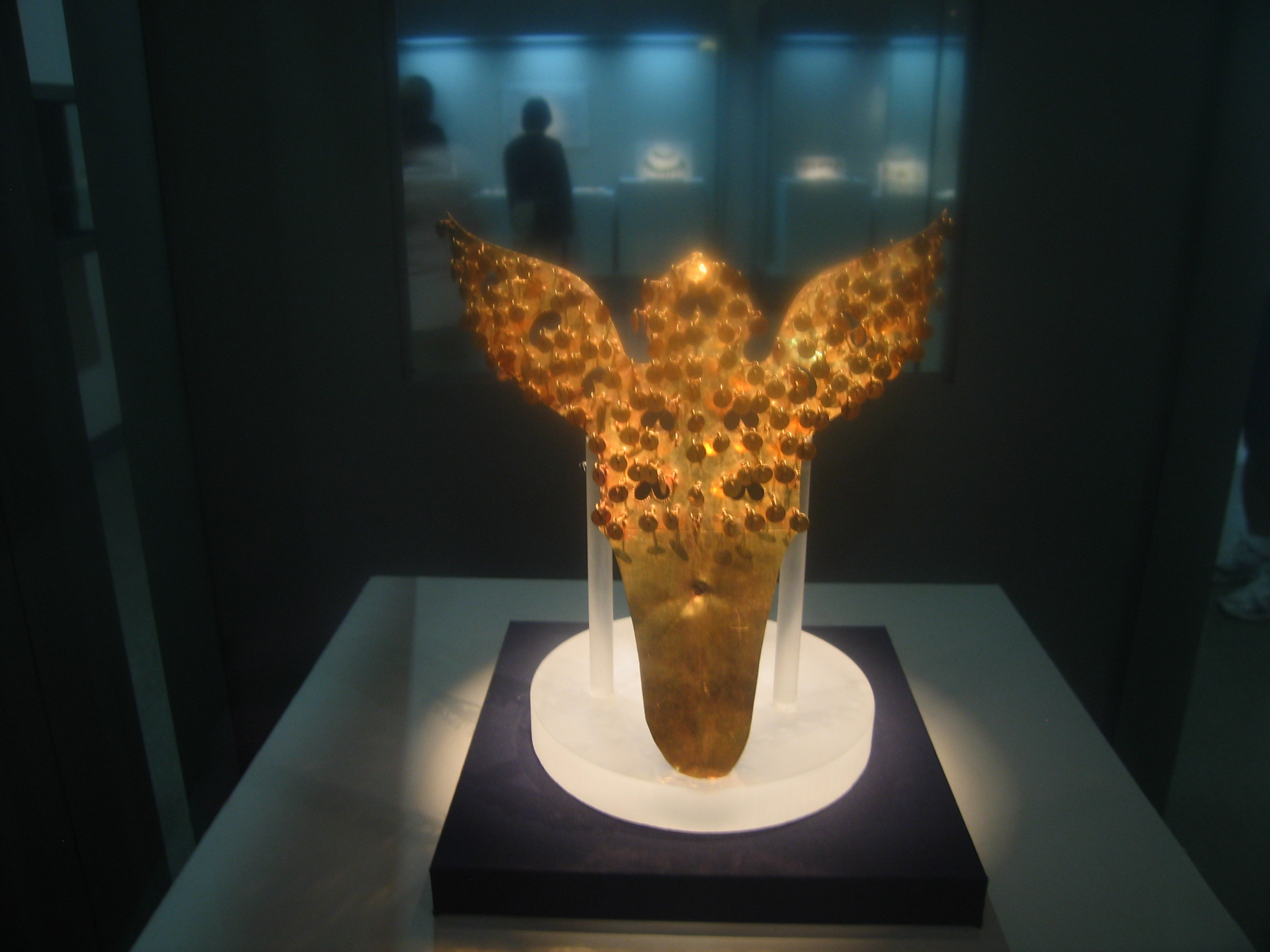
Золотое украшение в виде бабочки
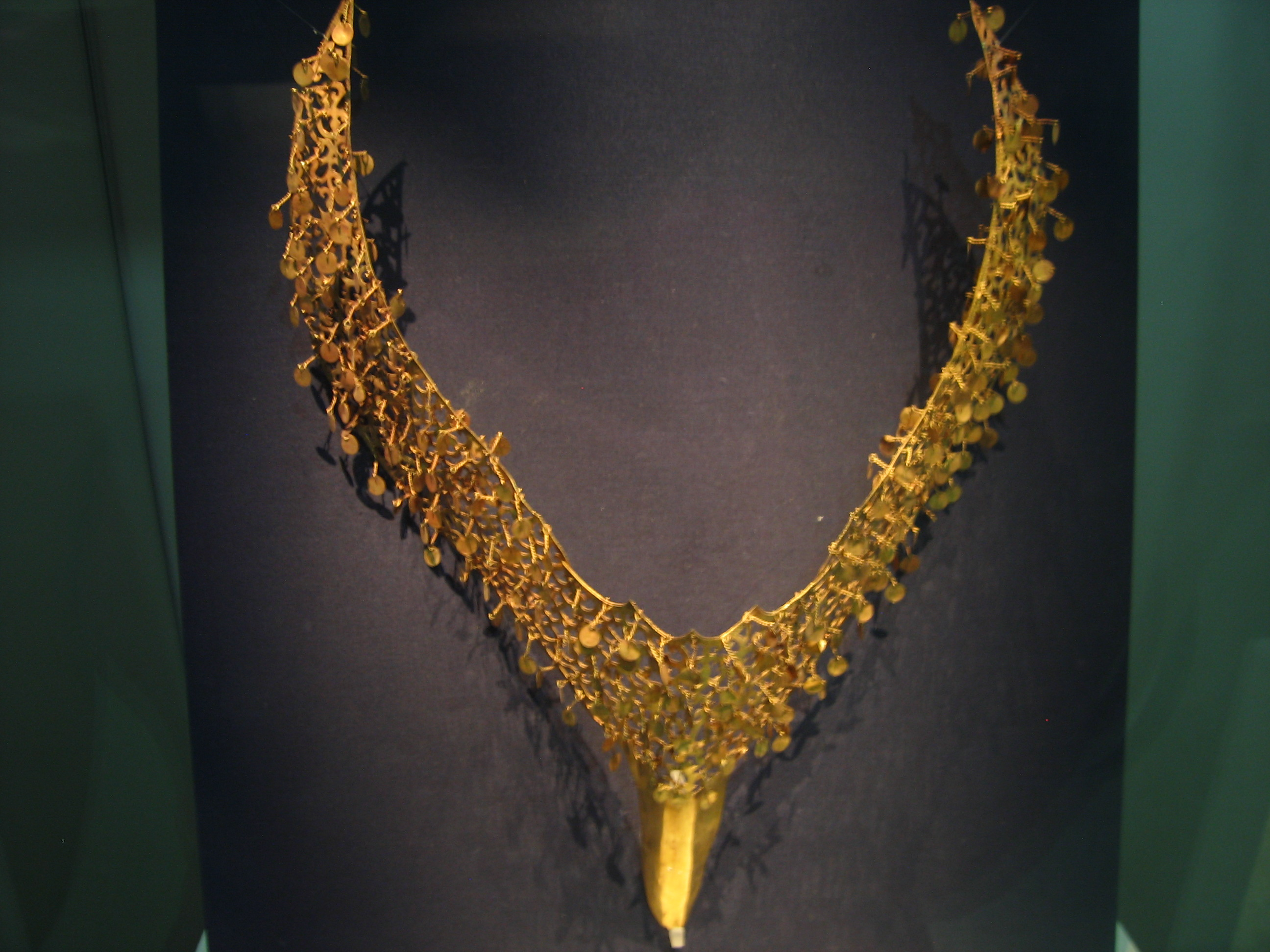
Золотое украшение в виде птицы
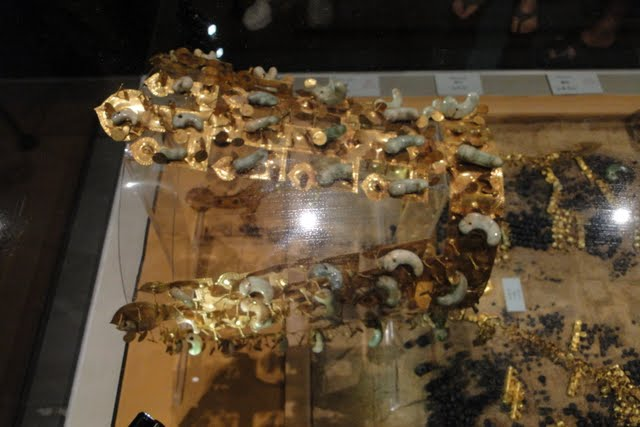
Золотая корона
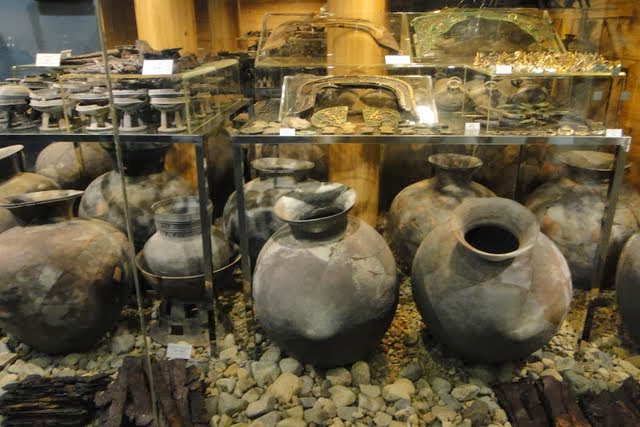
Древнекорейская керамика